# Нумерий Фабий Вибулан
Нумерий (Гней) Фабий Вибулан (на латински: Numerius (Cn.) Fabius Vibulanus) e политик на ранната Римска република през 5 век пр.н.е.
Произлиза от прочутата патрицианска фамилия Фабии. Син е на Квинт Фабий Вибулан (консул 467, 467, 465 и 459 пр.н.е.), брат на Марк Фабий Вибулан (консул 442 пр.н.е., военен трибун 433 пр.н.е.) и на Квинт Фабий Вибулан Амбуст (консул 423 пр.н.е. и военен трибун 416 и 414 пр.н.е.).
През 421 пр.н.е. той е консул заедно с Тит Квинкций Капитолин Барбат. За победа срещу еквите празнува овация. През 415 и 407 пр.н.е. е консулски военен трибун.